# Bandeira de San Marino

Bandeira e Insígnia Civil. Rácio: 3:4

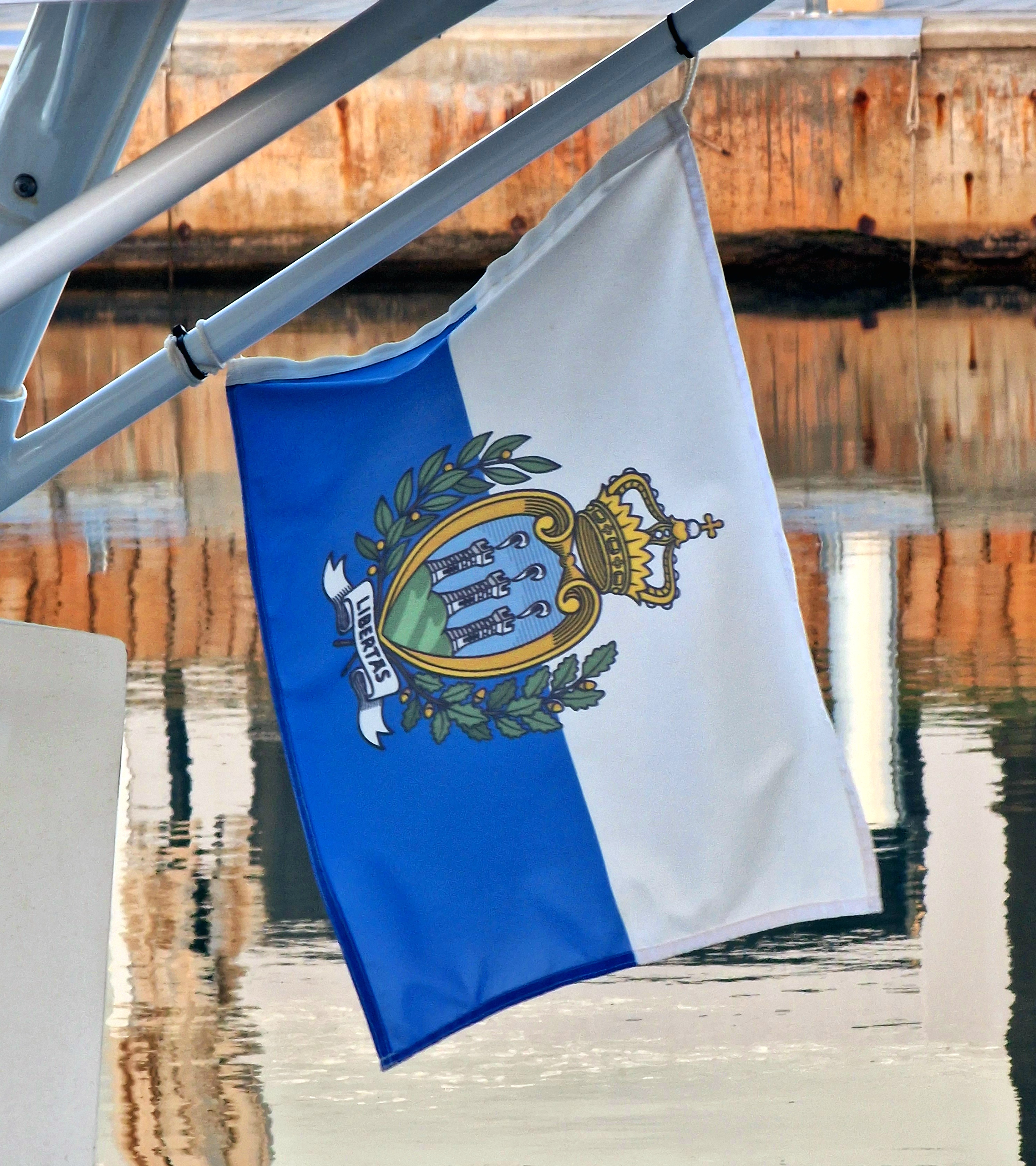
Bandeira de San Marino em um barco na Espanha.

A bandeira de guerra e de estado de São Marinho é uma bicolor horizontal de branco em cima e ciano em baixo, com o brasão de armas nacional sobreposto ao centro. O brasão é composto por um escudo coroado em que consta três torres em três cumes, e flaqueado por uma grinalda. No fundo do escudo lê-se num listel: Libertas (Liberdade em latim).
Na bandeira civil não figura o brasão.